# Gaetano Koch
Gaetano Koch est un architecte italien, né le 9 janvier 1849 à Rome – mort le 14 mai 1910 dans la même ville.
D'une famille originaire du Tyrol (son grand-père paternel était le peintre Joseph Anton Koch), Gaetano Koch est un des grands architectes urbanistes de la fin du XIXe et du début du XXe siècle, et le plus illustre protagoniste du style humbertien dans la capitale italienne.
Il a construit une trentaine de palais et grands édifices publics à Rome. Il y a réalisé, entre autres, le siège de la Banque d'Italie, connu sous l'appellation « Palais Koch », le Palazzo Margherita, devenu l'ambassade des États-Unis à Rome, un grand immeuble sur la Piazza Vittorio Emanuele II, les grands immeubles encadrant la place de la République, et a aussi participé à la construction du monument à Victor-Emmanuel II.

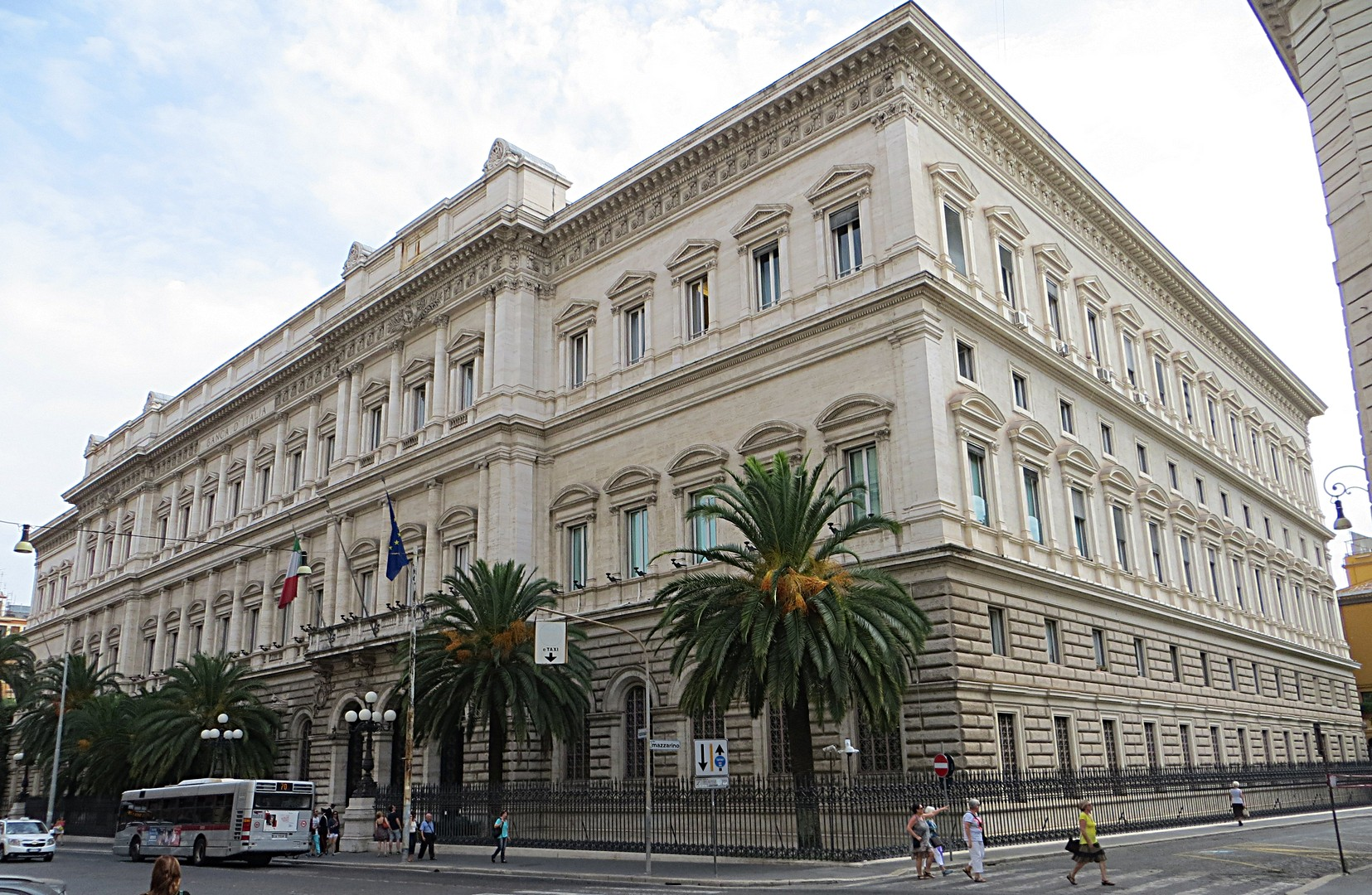
Le « palais Koch », siège de la Banque d'Italie, à Rome